# Блізна (Підкарпатське воєводство)
Блізна (пол. Blizna) — село в Польщі, у гміні Острув Ропчицько-Сендзішовського повіту Підкарпатського воєводства.
Населення — 240 осіб (2011).
У 1975-1998 роках село належало до Ряшівського воєводства.

## Демографія
Демографічна структура станом на 31 березня 2011 року:
|          | Загалом | Допрацездатний вік | Працездатний вік | Постпрацездатний вік |
| -------- | ------- | ------------------ | ---------------- | -------------------- |
| Чоловіки | 121     | 29                 | 81               | 11                   |
| Жінки    | 119     | 25                 | 65               | 29                   |
| Разом    | 240     | 54                 | 146              | 40                   |